# 美國駐泗水總領事館
7°17′01″S 112°38′53″E / 7.283706°S 112.648019°E
美國駐泗水總領事館是美國驻東爪哇泗水的外交使團，也是美國駐印尼的四個外交和領事館之一，也是唯一的總領事館。駐泗水總領事館負責美國駐印尼中東部12個省（中爪哇、東爪哇、巴厘、西努沙登加拉、东努沙登加拉、南蘇拉威西、東南蘇拉威西、中蘇拉威西、戈龍塔洛、北蘇拉威西、北馬魯古和馬魯古）的外交使團，人數超過印尼人口的三分之一。

## 历史
自1866年卡洛·馮·奧文（Carlo von Oven）作為荷蘭殖民帝國統治下的第一位駐泗水的美國外交代表抵達東印度群島以來，美利堅合眾國一直在泗水派駐代表。1890年8月，約翰·利德格伍德成為第一位被派往泗水的美國外交官。
1945年印尼獨立時，泗水是荷属東印度群島和東南亞最大的都市。東爪哇也是荷属東印度群島的經濟中心，因為香料貿易繁忙，泗水是努桑塔拉最大的港口。領事代理人將向美國駐荷兰大使館（荷蘭帝國政府所在地）報告美國在泗水的利益。
美國領事館是一個非常活躍的機构，主要是由於泗水及其周邊地區的工業發展，其中大部分涉及通用汽車等美國公司。1918年，它被提升為正式領事館，辦事處位於賈蘭達爾莫卡利38號。
許多重要的訪客都經過領事館，包括參議員米勒德·泰丁（MillardTydings）和威廉·麥卡杜（WilliamMcadoo），以及著名的美國人類學家瑪格麗特·米德（MargaretMead）。多年來，領事館也有招待其他知名人士。1931年，克劳黛·考尔白訪問了泗水，1933年查理·卓別林也來到了泗水。
1950年，領事館遷往Soetomo博士路33号。1990年8月1日，鑒於泗水和東爪哇的經濟重要性，領事館升級為總領事館。2012年4月9日，總領事館遷至泗水西侧拉亚尼亚加路2号新址。
馬克·麥戈文自2018年7月起擔任現任總領事。